# Петро (Крик)
Петро́ Крик (нар. 25 квітня 1945, Кобильниця Волоська) — єпископ Української греко-католицької церкви, апостольський екзарх для українців греко-католиків у Німеччині та Скандинавії у 2000—2021 роках.

## Біографія
Народився 25 квітня 1945 року в селі Кобильниця Волоська Любачівського повіту. Його батьки: Григорій Крик та Анна з роду Фещин були хліборобами. Навесні 1947 року родина разом з іншими односельчанами опинилися на території колишньої Східної Пруссії в селі Гарш, що у Венгожевському повіті (Польща).
Навчання у початковій школі Петро Крик розпочав у селі Гарш, а завершив в селі Крузи, що у повіті Біскупєц. Згодом продовжував навчання в загальноосвітньому Ліцеї в Гіжицьку. Після його завершення у 1964 році поступив у духовну семінарію «Гозіанум» в Ольштині. У 1965 році, за умов переслідування Католицької церкви у Польщі, будучи семінаристом, був призваний на військову службу.
Після військової служби навчався у Варшавській семінарії, яку закінчив у 1971 році й став священником. Душпастирював серед українців, що проживали на західно-північних землях теперішньої Польщі (Щецин та Колобжег. З 1979 року став душпастирем для українців у містах Вроцлав, Жмігруд та Познань, де служив до 2000 року. Також тривалий час виконував обов'язки декана, а згодом — протосинкела Вроцлавсько-Ґданської єпархії УГКЦ. Після смерті єпископа Вроцлавсько-Ґданського Теодора Майковича у 1998—1999 рр. був адміністратором вакантної Вроцлавсько-Ґданської єпархії.
19 грудня 2000 року Папа Римський Іван Павло II призначив священника Петра Крика апостольським екзархом для українців-католиків у Німеччині і Скандинавії. Єпископська хіротонія і введення на престіл відбулося 3 лютого 2001 року в соборі Покрова Пресвятої Богородиці в Мюнхені. Головним святителем був митрополит Перемишльсько-Варшавський Іван Мартиняк, а співсвятителями — єпископи Михайло Гринчишин і Юліан Ґбур.
18 лютого 2021 року Папа Франциск прийняв зречення владики Петра Крика з уряду екзарха для українців греко-католиків у Німеччині та Скандинавії і призначив його наступником владику Богдана Дзюраха.

## Нагороди
- Орден князя Ярослава Мудрого V ступеня (17 серпня 2006) — за вагомий особистий внесок у зміцнення міжнародного авторитету України, популяризацію історичних та сучасних надбань українського народу, активну участь у житті закордонної української громади[3]